# وادي السبوع

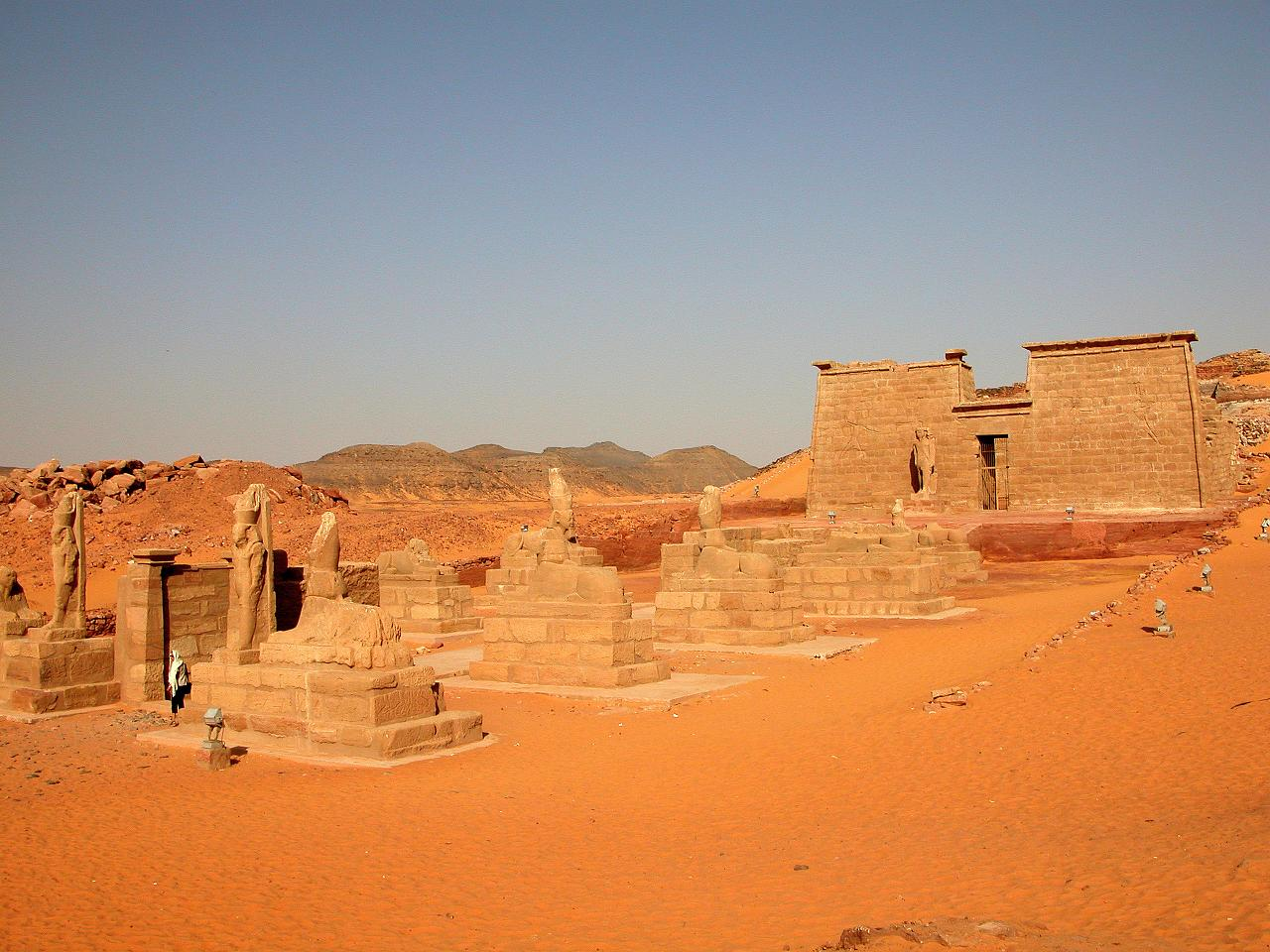
صورة لمعبد وادي السبوع بالنوبة

وادي السبوع أو وادي الأسود (يسمى بسبب طريق الكباش الموجود في صرح مدخل المعبد) هو موقع اثنين من المعابد المصرية الحديثة.  تم بناء المعبد الأول من قبل فرعون الأسرة الثامنة عشرة أمنحتب الثالث وتم ترميمه لاحقًا بواسطة رمسيس الثاني.  في مرحلته الأولى، كان المعبد يتألف من ملجأ صخري (حوالي 3 أمتار في مترين) أمام صرح من الطوب وصالة وقاعة مطلية جزئياً بلوحات جدارية.  ربما كان المعبد مخصصًا لأحد الأشكال النوبية المحلية لحورس، لكن تم تغييره إلى آمون في وقت لاحق.  خلال فترة العمارنة، تعرضت صور آمون للهجوم وتدهورت الزخارف. والمعبد الثاني بناه فرعون الأسرة التاسعة عشرة رمسيس الثاني في النوبة السفلى وأعاد بناء وتوسيع معبد أمنحتب الثالث ببناء الهياكل أمام الصرح.

## معبد آمون رمسيس الثاني

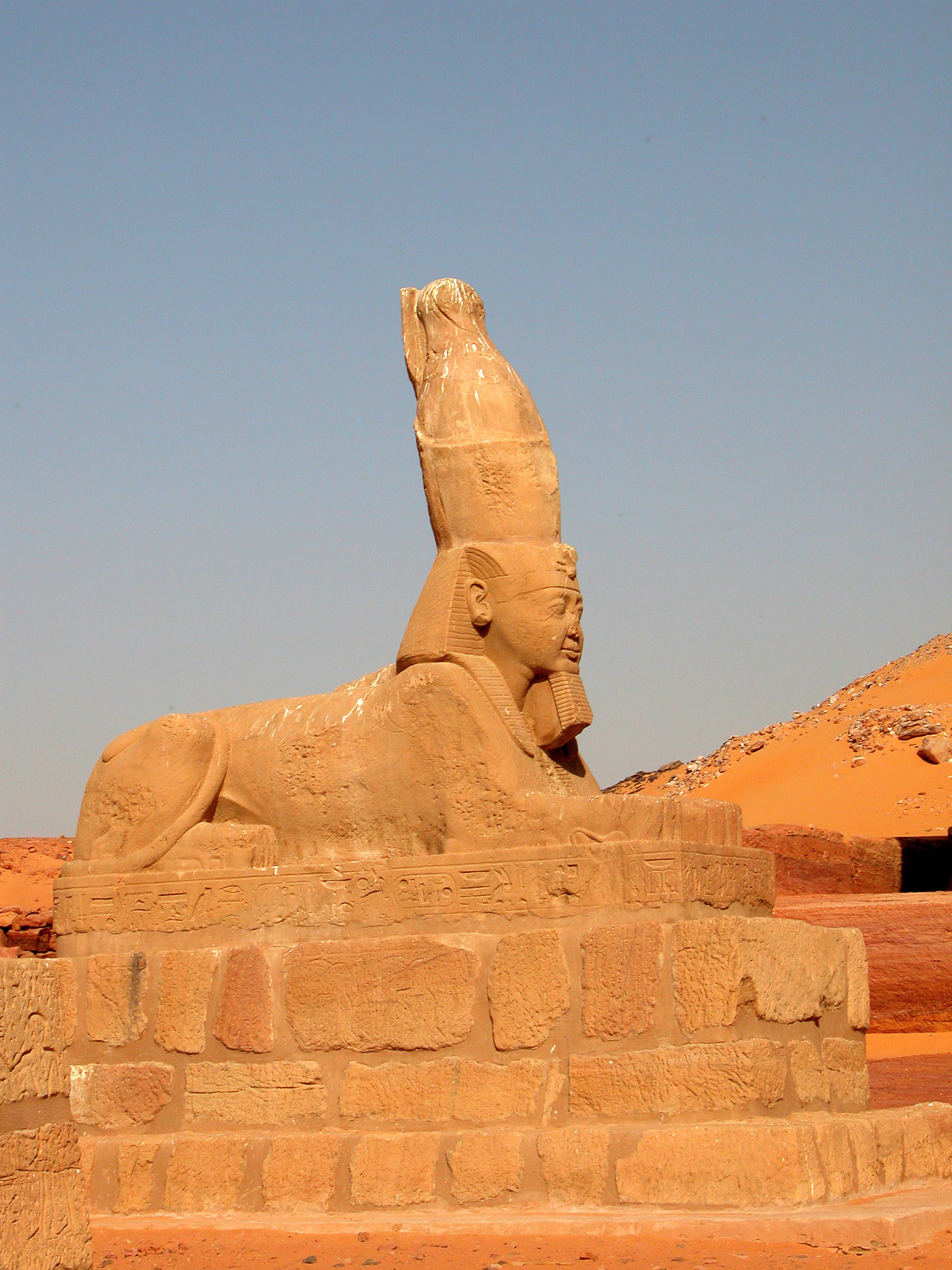
تمثال لأبي رمسيس الثاني من معبد وادي السبوع

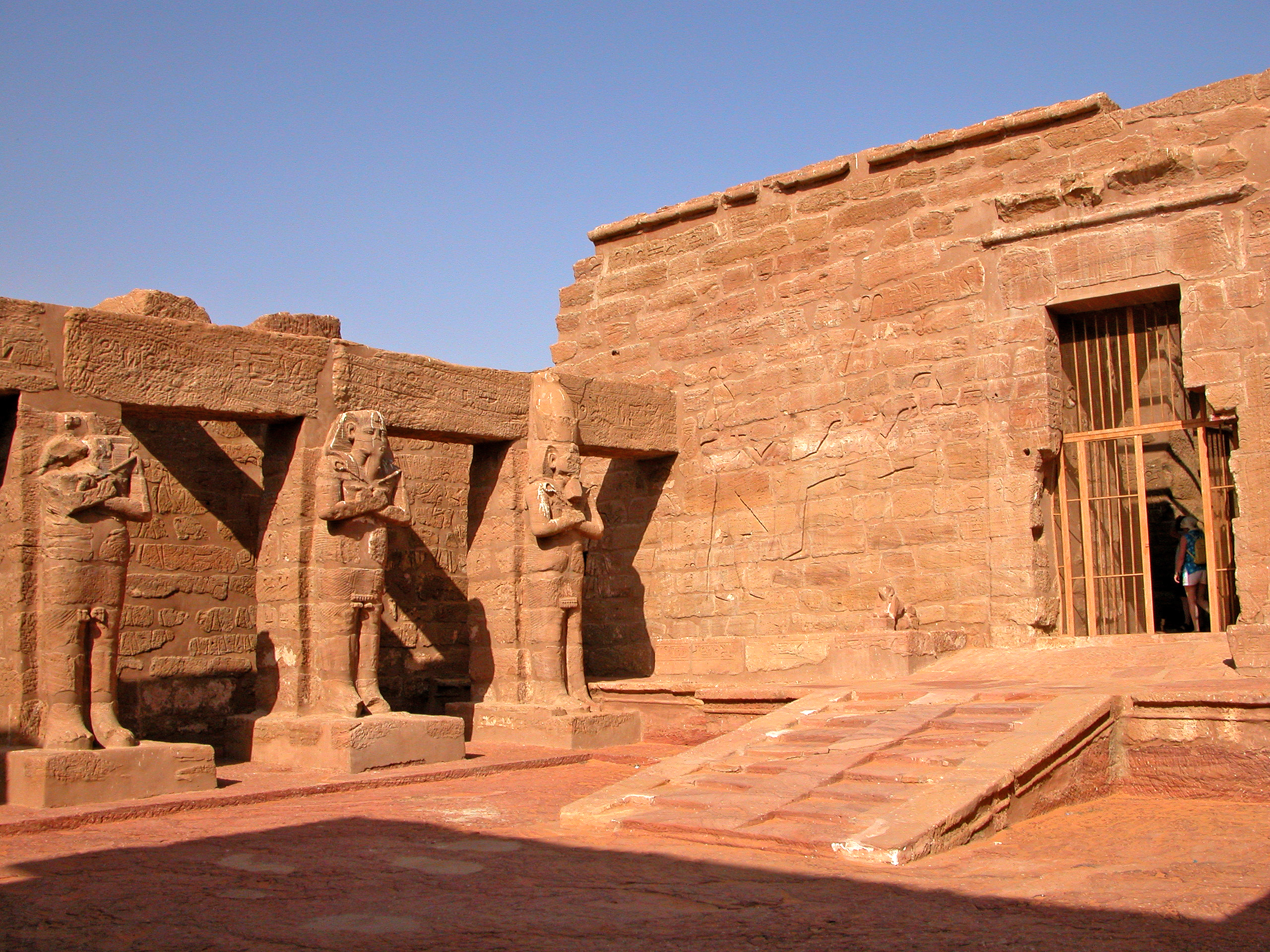
الفناء الأمامي لوادي السبوع

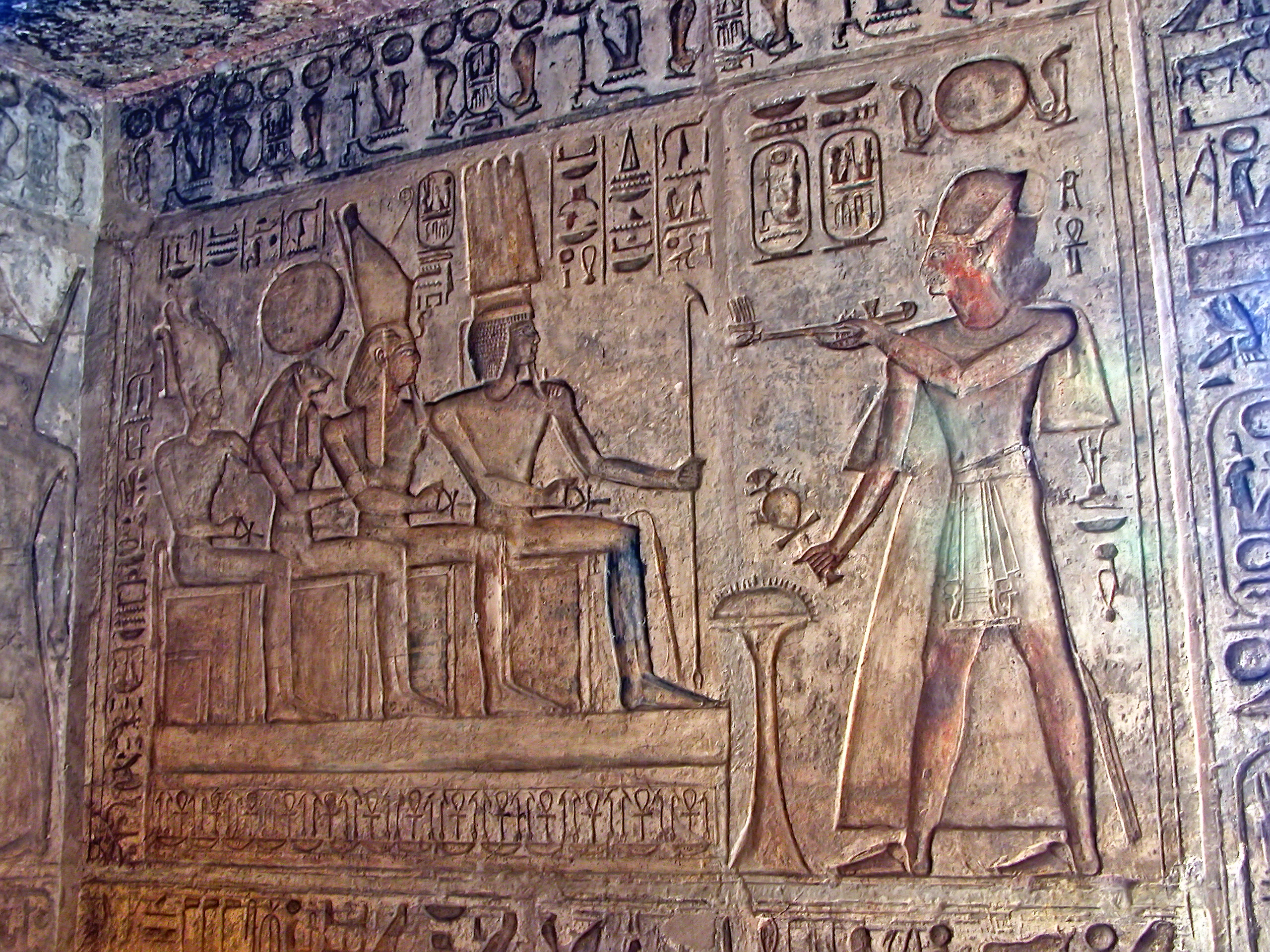
نقش رمسيس الثاني يقدم قربانا للآلهة في وادي السبوع

معبد رمسيس الثاني تم بناؤه من أجل تقديس المعبودين الكبيرين آمون رع ورع حور آختى يتقدم مدخله طريق يزين جانبيه مجموعة من تماثيل أبو الهول في هيئة سباع رابضة. معبد وادى السبوع واحد من ثلاثة معابد انشأها الملك رمسيس الثاني في النوبة.
ويتخذ المعبد تصميم معماري مميز حيث أن الجزء الأمامي منه وواجهته الأمامية شيدا من الحجر بينما نقر الجزء الداخلي منه في الصخر. في الجزء الأول من المعبد؛ تقع غرفة تعبد صخرية يبلغ طولها 3 أمتار، وعرضها 2 متر، وفي مواجهاتها فناء به صرح مبني من الطوب وقاعة نصف مرسومة، وينتهي المعبد بقدس الأقداس.

## تحويله إلي كنيسة

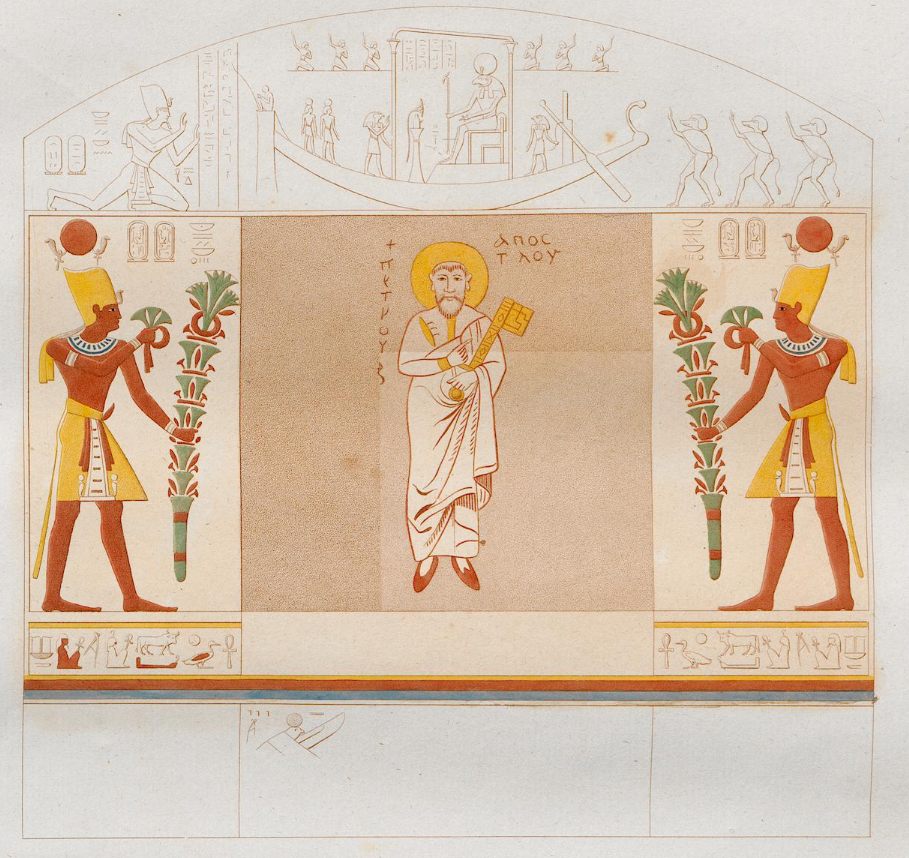
لوحة القديس بطرس ، أواخر القرن السابع أو أوائل القرن الثامن

في القرن الخامس الميلادي استخدم المعبد ككنيسة في فترة الاضطهاد الروماني فتم تدمير التماثيل الموجودة به وتغطية بعض النقوش المعبد بطبقة من الملاط مما أدى إلى حفظ الكثير من المناظر والنقوش المصرية القديمة. ساعدت هذه الطبقة في الحفاظ على النقوش الأصلية للأجيال القادمة ؛ توجد أفضل الأمثلة هنا في الحرم والمعابد المصاحبة لمعبد رمسيس حيث تصور المشاهد الملونة رمسيس وهو يعبد القوارب المقدسة لأمون.  وتم تحويل وجه آمون، الكائن بالفناء الخارجي للمعبد إلى القديس بيتر، وعندما تم إزالة طبقات المحارة أظهرت الرسوم رمسيس الثاني يقدم الزهور إلى القديس بيتر.

## نقل المعبد
.عندما تم تهديد معابد وادي السبوع بسبب الفيضانات من بناء مشروع سد أسوان ، تم تفكيك المعبد في عام 1964 بدعم من الولايات المتحدة من قبل خدمة الآثار المصرية وأعيد تركيب المعبد على بعد 4 كم من موقعه الأصلي مع معبدي الدكة والمحرقة في المنطقة التي أطلق عليها وادي السبوع 

## تطوير المعبد
بدأت وزارة الآثار تنفيذ المرحلة الأولى من تطوير معبد وادي السبوع الأثري بجنوب أسوان، والذي يعد من أهم معابد النوبة القديمة الذي تم إنقاذه من قبل منظمة اليونسكو عقب بناء السد العالي.